# Orféo Balsarin
 (février 2025).
Si vous disposez d'ouvrages ou d'articles de référence ou si vous connaissez des sites web de qualité traitant du thème abordé ici, merci de compléter l'article en donnant les références utiles à sa vérifiabilité et en les liant à la section « Notes et références ».
Pas d'image ? Cliquez ici

a Compétitions nationales et continentales officielles uniquement.

Orféo Balsarin, né le 12 février 1943 à San Donà di Piave (Italie) et mort le 1er mai 2005 à Cornebarrieu (Haute-Garonne), est un joueur français de rugby à XIII dans les années 1970. Il occupe au cours de sa carrière le poste de centre.
Il pratique le rugby à XIII au sein du club du Toulouse olympique XIII remportant au cours de sa carrière le Championnat de France en 1973 et 1975, avec ses coéquipiers Roger Garrigue, Charles Zalduendo, Francis Pierre, Maurice de Matos, Louis Bonnery et Jean-Claude Mayorgas.

## Palmarès
- Collectif :
  - Vainqueur du Championnat de France : 1973 et 1975 (Toulouse).
  - Finaliste du Coupe de France : 1976 (Toulouse).